# Andriej Popow (admirał)
Andriej Aleksandrowicz Popow (ros. Андрей Александрович Попов, ur. 9 września?/21 września 1821, zm. 22 lutego?/6 marca 1898 w Petersburgu) − oficer Marynarki Wojennej Imperium Rosyjskiego i konstruktor okrętowy, twórca nietypowych, okrągłych okrętów, zwanych od jego nazwiska „popowkami”.

## Życiorys
Po ukończeniu w 1838 roku szkoły kadetów w Petersburgu, Andriej Popow rozpoczął służbę w rosyjskiej Flocie Czarnomorskiej. W 1853 roku został mianowany dowódcą parowego krążownika „Mietieor”. Na pokładzie tego okrętu, a w późniejszym okresie także kilku innych parowców, uczestniczył w działaniach wojny krymskiej. Brał udział w obronie obleganego Sewastopola, zaś po jego upadku we wrześniu 1855 roku został szefem sztabu bazy marynarki w Kronsztadzie. Za swoją postawę podczas wojny krymskiej został nagrodzony za odwagę złotą szablą.
W następnych latach Popow brał między innymi udział w morskiej wyprawie badawczej na Daleki Wschód i był członkiem komitetu budownictwa okrętowego floty. Awansowany w 1861 roku do stopnia kontradmirała, rok później został dowódcą Eskadry Oceanu Spokojnego. W latach 1863−1864 na czele swej eskadry wziął udział w rosyjskiej ekspedycji w kierunku zachodniego wybrzeża Ameryki Północnej, odwiedzając między innymi San Francisco.

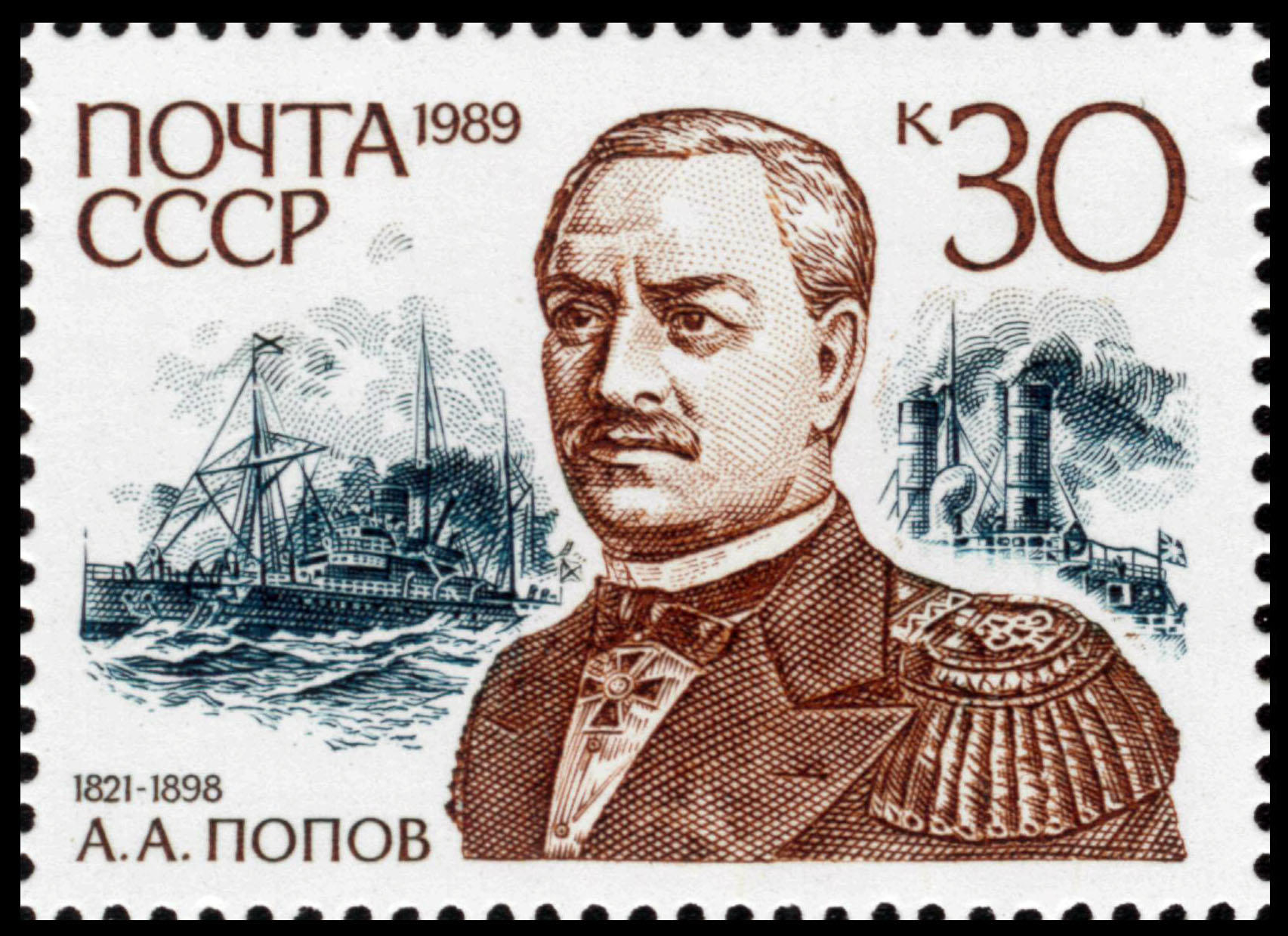
Andriej Popow na znaczku kolekcjonerskim z 1989

Od 1865 roku zajmował się przede wszystkim problemami budownictwa okrętowego, obserwując podczas podróży zagranicznych rozwój flot potęg morskich. Jego zainteresowanie skupiło się na okrętach pancernych, czego wynikiem był projekt pancernika wieżowego „Piotr Wielikij” czy krążowników pancernych „Gienierał-admirał” i „Giercog Edinburgskij”. W odpowiedzi na zlecenie opracowania projektu pancernych okrętów obrony wybrzeża dla Floty Czarnomorskiej, opracował projekt jednostek o okrągłym kształcie kadłuba. Miało to na celu zapewnienie odpowiedniego zapasu stateczności przy minimalnym zanurzeniu, niezbędnym do poruszania się na płytkim akwenie wokół Krymu. Jednocześnie rozwiązanie takie zapewniało bezpieczeństwo polityczne wobec narzuconego Rosji po wojnie krymskiej traktatu paryskiego z 1856 roku, zabraniającego jej posiadania floty wojennej na Morzu Czarnym.
W 1870 roku admirał Popow przeprowadził w Kronsztadzie serię eksperymentów z niewielkimi jednostkami o okrągłym kształcie kadłuba i na ich podstawie opracował kilka zbliżonych do siebie projektów. Pierwszy z budowanych okrętów, nazwany „Nowgorod”, miał być zbudowany w stoczni Admiralicji w Petersburgu, a następnie rozmontowany i przewieziony lądem do Mikołajowa, gdzie miał się odbyć powtórny montaż i końcowe prace wyposażeniowe. Prace w stoczni w Petersburgu rozpoczęły się 1 kwietnia 1871, zaś oficjalne nadanie nazwy, w obecności cara Aleksandra II, 17 grudnia tegoż roku. Później jednostkę zdemontowano i koleją oraz na barkach dostarczono do Mikołajowa, gdzie w tym czasie przygotowywano infrastrukturę stoczniową. Ostatecznie „Nowgorod” wszedł do służby 11 października 1873 roku.
Po pierwszych doświadczeniach z nową, nietypową jednostką, zapadła decyzja o rozpoczęciu budowy kolejnej, według powiększonego i ulepszonego projektu. Początkowo okręt miał nosić nazwę „Kijew”, ale w październiku 1873 roku postanowiono przemianować go na „Wiceadmirał Popow”, dla uczczenia konstruktora. Budowę rozpoczęto 27 sierpnia 1874 roku w Mikołajowie, wodowanie odbyło się 25 września 1875, zaś przekazanie Flocie Czarnomorskiej na początku 1877 roku. Okazało się, że obydwa okręty mają wystarczająco stabilną konstrukcję, aby prowadzić z nich ogień artyleryjski; stwierdzono też jednak, że mają one złe właściwości żeglugowe, słabą sterowność, małą prędkość i niewielki zasięg. O ile mogły sprawdzić się przy obronie własnego wybrzeża, to niemożliwe było użycie ich w jakichkolwiek akcjach ofensywnych. Stało się to przyczyną pozostawienia ich w porcie przez cały okres wojny rosyjsko-tureckiej w latach 1877−1878.
Koncepcja „popowek” została również wykorzystana podczas projektowania carskiego jachtu „Liwadia”, zbudowanego w stoczni John Elder & Co. w Govan w Szkocji. Był on owalny w kształcie, z klasyczną dziobnicą i rufą. Po śmierci Aleksandra II nowy władca, Aleksander III, zrezygnował z użycia jachtu, który zacumowany na stałe w Mikołajowie i pozbawiony maszyn i wyposażenia, służył jako hulk i został zezłomowany dopiero w 1926 roku.
Zmiana władzy w Rosji dotknęła bezpośrednio admirała Popowa. Po zmuszeniu wielkiego księcia Konstantego Nikołajewicza do rezygnacji ze stanowiska dowódcy floty, car Aleksander III zdymisjonował również Andrieja Popowa, ironizując przy tym, że ten zajmował się głównie zaokrąglaniem architektury okrętowej.
Andriej Aleksandrowicz Popow zmarł w Petersburgu 6 marca 1898 roku. Na jego cześć nazwano szereg obiektów geograficznych, między innymi Wyspę Popowa w pobliżu Władywostoku.